# Mohamed Ali Soilihi
Pour les articles homonymes, voir Soilihi.
Mohamed Ali Soilihi est une personnalité politique, homme d'État comorien. Vice-président de l'union des Comores aux côtés d'Ikililou Dhoinine depuis mai 2011, il est candidat à l'élection présidentielle de 2016.
Il est aussi surnommé "Mamadou".

## Biographie

### Enfance
Il  est né à Majenga, sur l’île de la Madagascar, vers 1950.

### Études et carrière
Il étudie à l’École nationale supérieure agronomique de Toulouse, d’où il ressort avec un diplôme d’ingénieur agronome. Il commence sa carrière au ministère de l’Agriculture comme conseiller technique en mai 1979 puis devient, en juin 1980, le directeur général du Centre Fédéral d’Appui au Développement Rural (CEFADER).

### Parcours politique
Il est ministre de la Production entre janvier 1985 et mars 1990 ministre des Finances et du Budget entre décembre 1996 et juin 1998 puis de nouveau de mars 2007 à juin 2009. Il est député pour Hamahamet-Mboinkou depuis décembre 2010.
Depuis mai 2011, il est vice-président chargé des Finances, du Budget, de l’Économie, de l’Investissement, du Commerce extérieur et des Privatisations .
Il est candidat à l’élection présidentielle comorienne de 2016 avec le soutien du président sortant Ikililou Dhoinine. Au premier tour, le 21 février, il arrive en tête des suffrages avec 17,61 % et se qualifie pour le second tour du 10 avril. Mais après un second tour à rebondissements et des élections partielles, il sera finalement battu par le colonel Azali Assoumani avec 41,43% contre 39,67 des suffrages exprimés.